# Gressittia media
Gressittia media är en tvåvingeart som beskrevs av Philip och M. Josephine Mackerras 1960. Gressittia media ingår i släktet Gressittia och familjen bromsar. Inga underarter finns listade i Catalogue of Life.